# 黑臀澤蛭
黑臀澤蛭（学名：Helobdella melananus）为舌蛭科澤蛭屬下的一个种。

## 扩展阅读
- 維基物種上的相關：黑臀澤蛭